# ヴィシャーカパトナム空港
ヴィシャーカパトナム空港（ヴィシャーカパトナムくうこう、テルグ語: విశాఖపట్నం అంతర్జాతీయ విమానాశ్రయం、Visakhapatnam Airport) は、インドのアーンドラ・プラデーシュ州ヴィシャーカパトナムにある国際空港。市内中心部からは7kmの場所に位置している。エア・インディア子会社のアライアンス・エアがハブ空港としている。

## 乗入れ航空会社及び就航路線
| 航空会社                       | 就航地 |
| ------------------------------ | --- |
| エアアジア                     | クアラルンプール |
| エアアジア・インディア         | ベンガルール |
| エア・インディア               | デリー, ドバイ, ハイデラバード, ムンバイ, ポートブレア                                                                         |
| エア・インディア・エクスプレス | ムンバイ |
| アライアンス・エア             | ベンガルール, ハイデラバード, ティルパッティ, ヴィジャヤワーダ                                                                 |
| IndiGo                         | アフマダーバード, ベンガルール, ブバネーシュワル, チェンナイ, コーヤンブットゥール, デリー, ハイデラバード, コルカタ, ムンバイ |
| ジェットエアウェイズ           | デリー, ムンバイ |
| シルクエアー                   | シンガポール |
| スパイスジェット               | チェンナイ, ハイデラバード, コルカタ, ムンバイ                                                                                 |
| スリランカ航空                 | コロンボ |
| タイ・エアアジア               | バンコク/ドンムアン |